# Gustaw IV Adolf
Gustaw IV Adolf (ur. 1 listopada 1778 w Sztokholmie, zm. 7 lutego 1837 w Sankt Gallen) – król Szwecji i wielki książę Finlandii w latach 1792–1809, syn Gustawa III i Zofii Magdaleny Oldenburg, uczestnik koalicji antynapoleońskiej. W 1809 roku utracił Finlandię na rzecz Rosji, został obalony i wygnany z kraju.

## Życiorys
16 marca 1792 roku ojciec Gustawa Adolfa – Gustaw III został zamordowany. W chwili śmierci ojca Gustaw Adolf miał 13 lat, czyli jako osoba niepełnoletnia nie mógł sprawować rządów. Władzę w jego imieniu miał sprawować regent, którym zgodnie z wolą Gustawa III został jego młodszy brat książę Karol (późniejszy król Karol XIII).

### Rządy regencji

Gustaw IV Adolf w młodości

Regent – książę Karol bardzo mało uwagi poświęcał sprawom państwa, pozostawiając je swoim zaufanym doradcom, wśród których na pierwsze miejsce wysunął się hrabia Gustaw Adolf Reuterholm, będący w okresie regencji osobą praktycznie dzierżącą pełnię władzy. Osiągnąwszy ją starał się ograniczyć wpływy osób związanych z dworem zmarłego króla Gustawa III. Zdając sobie sprawę z niewielkiego poparcia społecznego, Reuterholm podejmował wszelkie działania zmierzające do uniemożliwiania działania opozycji. W 1792 roku przywrócono cenzurę, zniesioną na krótko w tym samym roku. Rozpoczęto też prześladowania ludzi nauki, czego wyrazem było w 1795 roku rozwiązanie Akademii Szwedzkiej.
W polityce zagranicznej Reuterholm oraz nowy kanclerz Fredric Sparre starali się, mimo konserwatywnych poglądów, utrzymywać poprawne stosunki z rewolucyjną Francją. W maju 1793 roku podpisano umowę między Szwecją a rządem Dantona, przewidującą znaczną pomoc finansową dla Szwecji, co zresztą naraziło Szwecję na pogorszenie stosunków z Anglią i Rosją. Traktat ten nie wszedł w życie z powodu przewrotu politycznego we Francji, ale samo jego podpisanie doprowadziło do izolacji Szwecji na arenie międzynarodowej. Po upadku rządów Robespierre’a znów doszło do zbliżenia szwedzko-francuskiego, jednak wstrzymanie przez Dyrektoriat subwencji dla Szwecji skłoniło Reuterholma do szukania zbliżenia z Rosją. Cesarzowa Katarzyna II zgodziła się udzielić Szwecji pomocy finansowej w zamian za uznanie przez ten kraj jej nabytków terytorialnych (w tym rozbiorów Polski). Szwedzi przystali na to. W październiku 1795 roku podpisano traktat w Drottningholm, który miał być ratyfikowany po dojściu króla do pełnoletniości. 1 listopada Gustaw IV Adolf przejął praktyczne rządy w kraju, kończąc okres regencji oraz rządów Reuterholma.

### Polityka wewnętrzna Gustawa IV Adolfa
Gustaw IV Adolf nie odziedziczył talentów politycznych ojca. Sprawom państwowym poświęcał mało uwagi, pozostawiając je urzędnikom. Był konserwatystą i obrońcą starego porządku.
Głównym problemem wewnętrznym pod koniec XVIII wieku były finanse państwa. Gustaw Adolf i jego doradcy kontynuowali politykę oszczędności zapoczątkowaną jeszcze przez Reuterholma. Jednak nieurodzaj w roku 1798 i 1799, a także skutki blokady handlowej przekreśliły ich wysiłki. Złą sytuację pogłębiała inflacja. Aby położyć jej kres, król i doradcy zdecydowali się na przeprowadzenie reformy walutowej. Jej projekt został przedstawiony na zwołanym w 1800 roku posiedzeniu Riksdagu. Realizacja napotykała początkowo na przeszkody wskutek braku rezerw kruszcowych. Dopiero w 1802 roku rozpoczęto wymianę pieniędzy. Rezultaty początkowo były korzystne dla gospodarki, jednak w 1808 roku reforma została zahamowana wskutek działań wojennych, w które wplątała się Szwecja.
W początkowym okresie rządów Gustawa IV masy mieszczańskie i chłopskie na ogół popierały króla, do czego przyczyniała się m.in. pomyślna koniunktura gospodarcza oraz szereg korzystnych reform. Opozycja ograniczała się do niewielkich radykalnych grup szlacheckich lub kół intelektualnych mających znikome poparcie społeczne. Jej głównym ośrodkiem był przede wszystkim Uniwersytet w Uppsali, zwany „twierdzą jakobinizmu”, gdzie powstała opozycyjna grupa zwana Juntan. Jednak król panicznie obawiał się wybuchu rewolucji na wzór francuski, dlatego okres jego rządów to czas represji i cenzury. W 1803 roku zakazano sprowadzania książek z Danii i Francji, teatry znalazły się pod nadzorem państwowym, a każdy przejaw śmielszej myśli był zwalczany.

### Polityka zagraniczna Gustawa IV Adolfa
Przełom XVIII i XIX wieku to w Europie okres wojen napoleońskich.
Gustaw IV Adolf w swojej polityce zagranicznej wykazywał chwiejność i brak jasno wytyczonego celu. Jego małżeństwo z księżniczką badeńską Fryderyką Dorotą Wilhelminą wiązało króla silnie ze sprawami ziem niemieckich i polityką europejską. Małżeństwo spowodowało pogorszenie stosunków z Rosją, co nie szło jednak w parze z poprawą stosunków z wrogiem Rosji – Francją, gdyż król jako konserwatysta był przeciwnikiem Dyrektoriatu. Nieprzyjazne stosunki panowały też w relacjach z Anglią. W 1799 roku Szwecja odmówiła przystąpienia do II koalicji antyfrancuskiej. Jednakże Gustaw Adolf nie uznał cesarskiego tytułu Napoleona, uważając go za uzurpatora, co zaogniło również stosunki szwedzko-francuskie. W 1805 roku Szwecja dołączyła do III koalicji antyfrancuskiej po uzyskaniu obietnicy wsparcia finansowego od Rosji i Anglii.

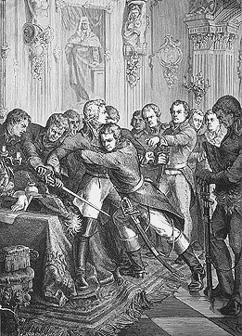
Aresztowanie Gustawa IV Adolfa w 1809

Wojnę armia szwedzka rozpoczęła 31 października 1805 roku, a działania wojenne toczyła na Pomorzu. Nie odniosła tam jednak sukcesów, na dodatek koalicja zaczęła chwiać się wskutek efektownych zwycięstw Napoleona (m.in. pod Austerlitz). W 1807 roku Szwedzi po utracie Stralsundu musieli podpisać zawieszenie broni. W tym samym roku rosyjski car Aleksander I spotkał się w Tylży z Napoleonem, aby podpisać traktat pokojowy. W rokowaniach cesarzy interesy małych państw, takich jak Szwecja, nie były brane pod uwagę. Cesarze uzgodnili, że jeśli Anglia nie zawrze pokoju z Francją, to wówczas Szwecja, Dania i Portugalia wypowiedzą jej wojnę, a w razie odmowy będą uznane za kraje nieprzyjacielskie. Gustaw IV Adolf nie rozumiejąc powagi sytuacji (albo też przeceniając możliwości swojego kraju) demonstracyjnie wypowiedział zawieszenie broni z Francją. Spowodowało to nową ofensywę armii francuskiej i utratę reszty Pomorza oraz Rugii. Na dodatek zachowanie szwedzkiego króla dało Aleksandrowi I pretekst do najazdu: 21 lutego 1808 roku wojska rosyjskie wtargnęły do, należącej wówczas do Szwecji, Finlandii. 14 marca tegoż roku działania przeciwko Szwecji rozpoczęła także armia Danii wspierana przez francuski korpus marszałka Bernadotte, a nieco później wojnę przeciw Szwecji rozpoczęły również Prusy. Licząca około 60 tysięcy żołnierzy armia szwedzka była bezsilna wobec przeważającej koalicji wrogów. Próba powołania wojsk obrony terytorialnej nie przyniosła spodziewanych rezultatów. Szczególnie katastrofalna sytuacja panowała na froncie fińskim, gdzie licząca 80 tysięcy ludzi armia rosyjska niepowstrzymanie parła na zachód. Próba kontrofensywy wojsk szwedzkich w czerwcu 1808 roku zakończyła się klęską. 19 listopada 1808 roku Szwedzi podpisali układ pokojowy w Olkijoki przyznający Rosji całą Finlandię.

### Upadek Gustawa IV Adolfa
Klęski wojenne i utrata Finlandii spowodowały spadek popularności króla. W kołach wojskowych i parlamentarnych dojrzewały pomysły zamachu na życie króla, choć nigdy nie zostały zrealizowane. W styczniu 1809 roku pułkownik Georg Adlersparre w wydanej proklamacji zapowiedział marsz na stolicę i zwołanie zgromadzenia stanów (Riksdagu). 7 marca zajął Karlstad i stamtąd na czele liczącego 3 tysiące ludzi oddziału ruszył na stołeczny Sztokholm. Król początkowo zlekceważył niebezpieczeństwo, dopiero 12 marca zdecydował się opuścić stolicę i udać się do wiernych sobie oddziałów na południu. Nie zdążył, gdyż następnego dnia został aresztowany w zamku, a dzień później zwołano Riksdag. 29 marca został zmuszony do abdykacji, zaś po paru miesiącach opuścił kraj.

## Rodzina
W 1797 poślubił Fryderykę Dorotę Wilhelminę z Badenii (1781–1826), z którą miał pięcioro dzieci:
- księcia Gustawa, po 1809 znanego jako Gustaf Gustafsson Vasa (1799–1877)
- księżniczkę Zofię Wilhelminę (1801–1865), poślubiła wielkiego księcia Leopolda I Badeńskiego
- księcia Karola Gustawa, wielkiego księcia Finlandii (1802–1805)
- księżniczkę Amalię Marię Charlottę (1805–1853)
- księżniczkę Cecilię (1807–1844), poślubiła Augusta, wielkiego księcia Oldenburg.